# M777
M777 je britská tažená lehká 155mm polní houfnice. Do výzbroje armády USA byla zavedena roku 2005. Bojový křest prodělala roku 2007 v válce v Afghánistánu a roku 2008 ve válce v Iráku. Houfnice se vyznačuje velmi nízkou hmotností a škálou moderní munice. Mezi hlavní uživatele systému patří Spojené státy americké, Austrálie, Indie a Kanada. Společně objednaly více než 1200 houfnic M777. Velké množství těchto houfnic nyní užívá také Ukrajina jako dar od USA.

## Historie

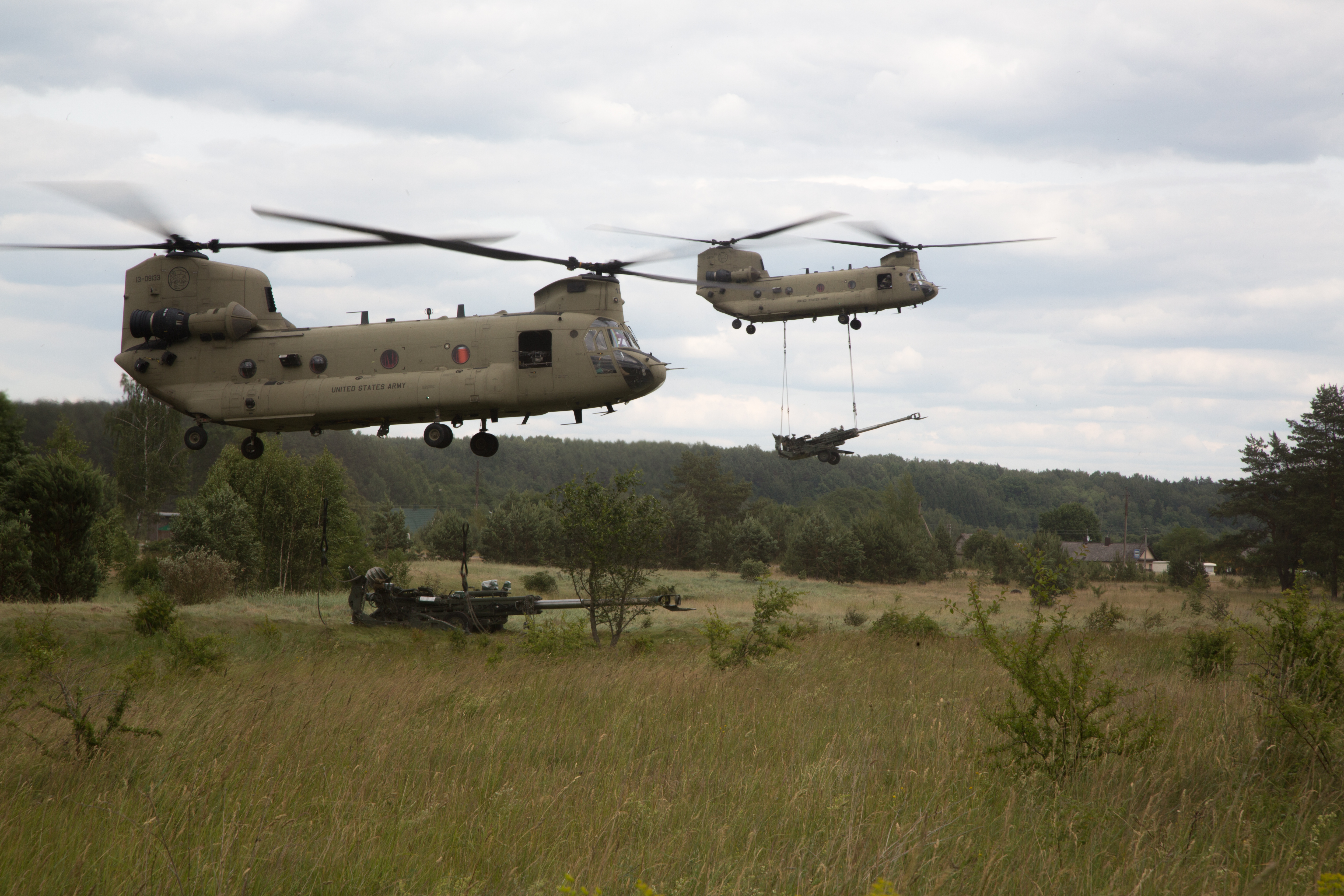
Houfnice M777 podvěšené pod transportní vrtulníky Chinook

Houfnice M777 byla vyvíjena od roku 1997 jako náhrada starších 155mm houfnic M198. Vyvinula ji britská společnost BAE Systems Land Systems v Barrow-in-Furness. Prvních pět vývojových prototypů bylo dodáno roku 2000. Kontrakt na počáteční malosériovou výrobu 94 houfnic byl zadán roku 2002. Tyto měly jen optické zaměřovací systémy, které až později nahradil digitální systém General Dynamics Armament Systems Towed Artillery Digitisation (TAD). V roce 2004 byly dokončeny testy houfnic u americké námořní pěchoty. Kontrakt na sériovou výrobu houfnice byl zadán roku 2005. Tehdy bylo objednáno 495 systémů. Americká armáda první houfnice M777 zařadila roku 2006. Od roku 2007 je používána naváděná munice Excalibur s dostřelem až 40 km. Houfnice pro americké ozbrojené síly jsou sestavovány v americkém závodě United Defense LP v Pascagoule ve státě Mississippi. Do roku 2008 odebrala americká armáda a námořní pěchota více než 400 systémů M777.

## Konstrukce

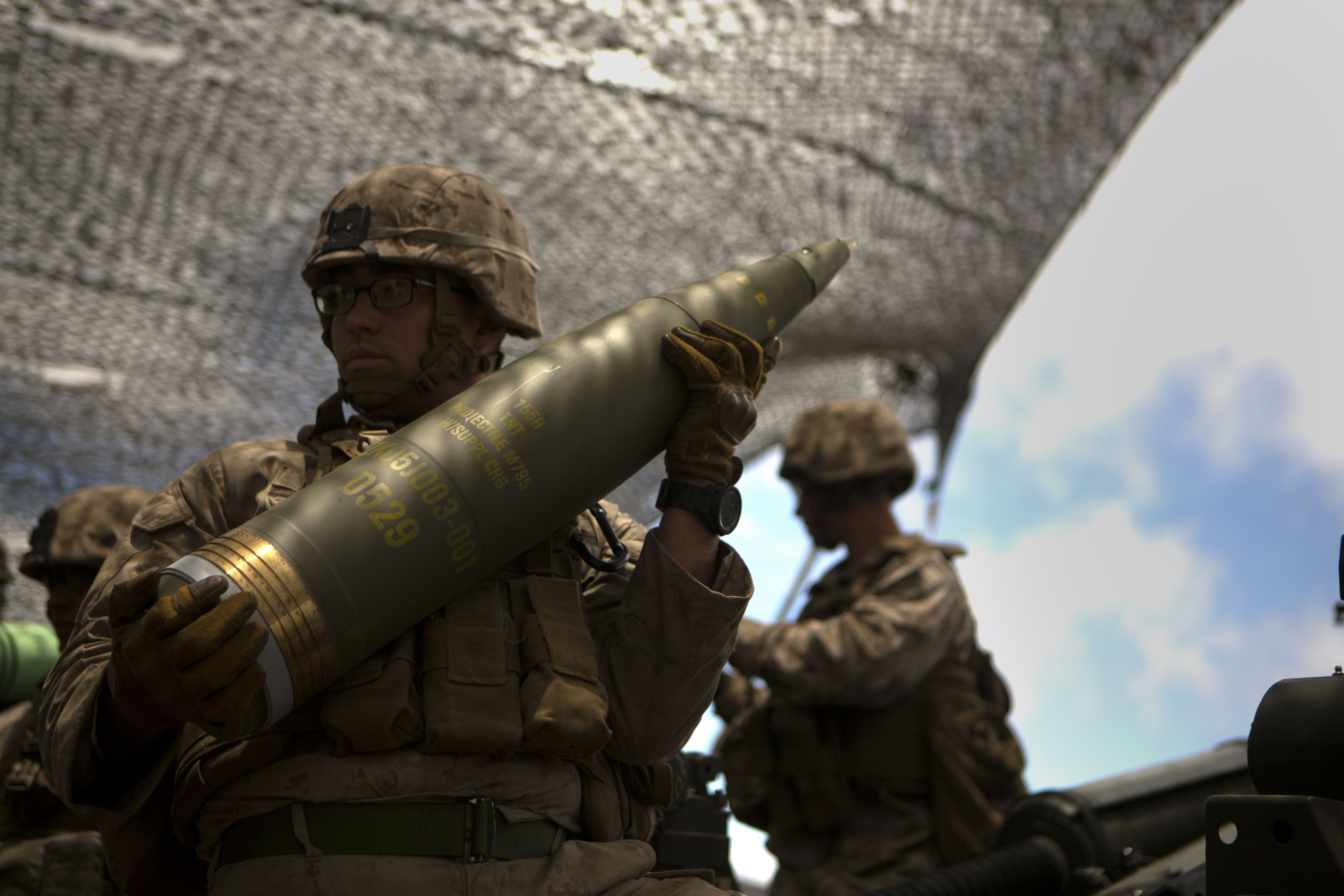
Voják s nábojem typu M795

Houfnice má obvykle osmičlennou obsluhu, ale v případě potřeby může stačit i pět. Při přepravě je tažena za vozidlem o hmotnosti alespoň 2,5 tuny. Možná je i přeprava v podvěsu pod vrtulníky CH-47F Chinook, CH-53K King Stallion a konvertoplány MV-22 Osprey. Přepravovat ji mohou rovněž transportní letouny C-130 Hercules a větší. Hmotnost houfnice je 3745 kg (někdy je uváděno 4200 kg). Redukována byla například širokým využitím slitin titanu v její konstrukci. Oproti jiným srovnatelným houfnicím je její hmotnost poloviční. Její hlaveň má délku 39 ráží. Maximální elevace je 71,7°. Nízká palná výška zbraně snižuje její těžiště a zlepšuje stabilitu při střelbě. Počáteční rychlost palby je pět ran za minutu. Déletrvalá střelba je možná při kadenci dvě rány za minutu. Dostřel M777 je 24,7 km s běžnou municí M107, 30 km s municí s prodlouženým doletem (M549 a M795) a 40 km s naváděnou municí M982 Excalibur, která je vybavena GPS (odchylka 10 m). Zároveň lze běžnou munici M107, M549 a M795 pomocí levného modernizačního kitu M1156 PGK vylepšit na přesně naváděnou munici (odchylka 30 m).

## Varianty
- M777A1 – Varianta s digitálním zaměřovacím systémem TAD.
- M777A2 – Verze využívající naváděnou munici Excalibur. Zavedena 2007. Upgrade verze A1.
- M777ER – Verze s prodlouženým dostřelem a hlavní prodlouženou na 58 ráží.
- M777 Portee – Samohybná houfnice na podvozku Supacat HMT 800 8x6. Představena 2006 na veletrhu Eurosatory.[3]

## Uživatelé
- Austrálie – Objednány 2008.[2]

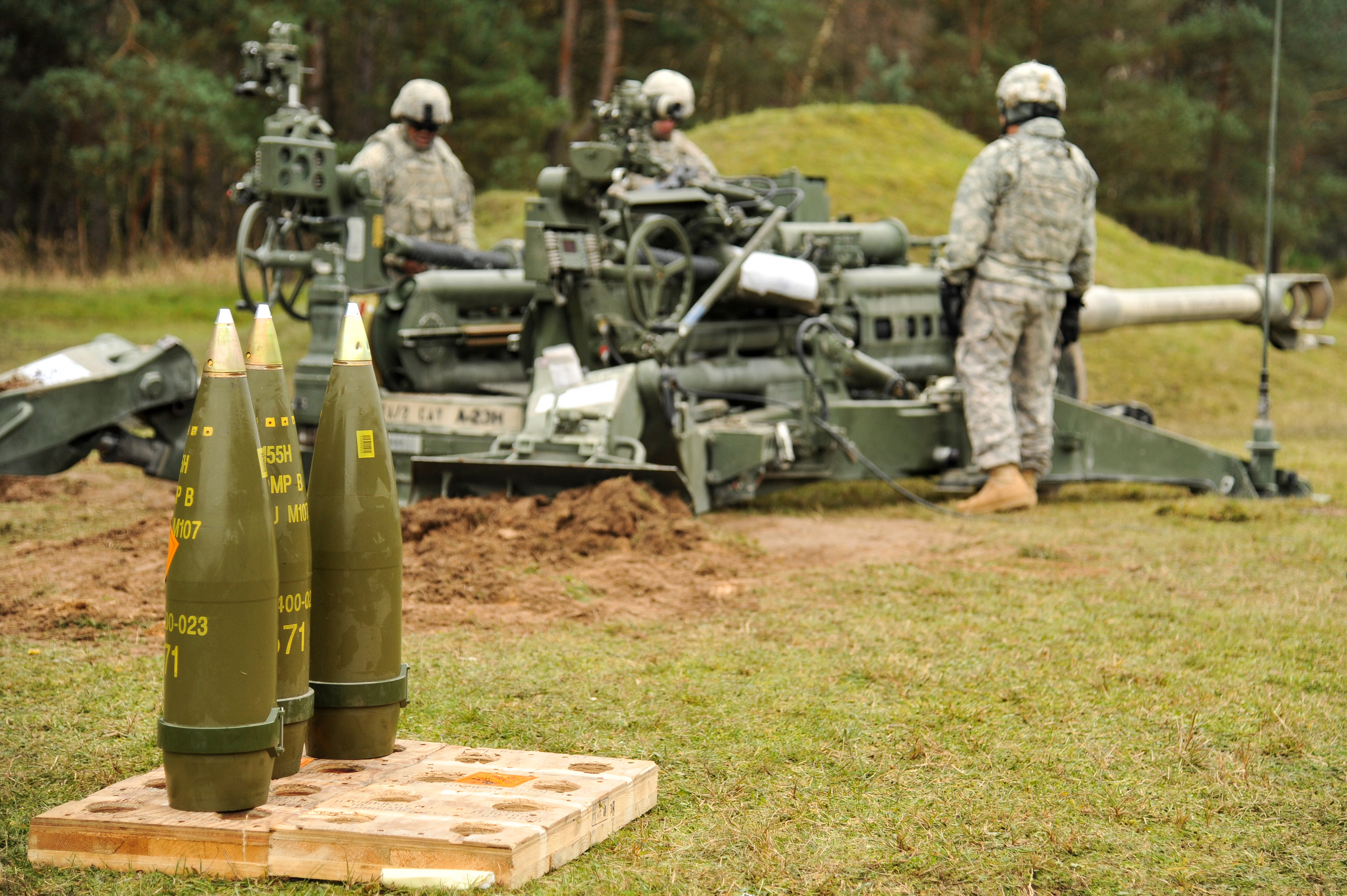
Houfnice M777

- Indie – Roku 2017 objednáno 145 kusů a o rok později dalších osmnáct. Dodány do roku 2020.[2]
- Kanada – Zařazeny 2005. Do roku 2008 dodáno 37 systémů.[2]
- Saúdská Arábie – Roku 2011 zakoupeno 36 kusů M777A2, ale bez granátů M982 Excalibur.[4]
- Spojené státy americké – Hlavní uživatel. Americká armáda a námořní pěchota měly k roku 2018 okolo 1000 systémů M777.[2]
- Ukrajina – V rámci vojenské pomoci Ukrajině bránící se ruské invazi země získala 100 systémů M777 (90 od USA, šest poskytla Kanada, čtyři Austrálie). Přinejmenším část houfnic je ve verzi M777A2.[1] V červnu 2022 bylo dodáno dalších 18 kusů.[5] Dle nezávislého webu Oryx ztratila Ukrajina k červnu 2025 dle volně dostupné fotodokumentace nejméně 55 houfnic, dalších 45 bylo poškozeno a dvě ukořistěny Rusy.[6]